# San Giorgio di Piano
San Giorgio di Piano é uma comuna italiana da região da Emília-Romanha, província de Bolonha, com cerca de 5.899 habitantes. Estende-se por uma área de 30 km², tendo uma densidade populacional de 197 hab/km². Faz fronteira com Argelato, Bentivoglio, Castello d'Argile, San Pietro in Casale.

## Demografia
| Variação demográfica do município entre 1861 e 2011                               |
|                                                                                   |
| Fonte: Istituto Nazionale di Statistica (ISTAT) - Elaboração gráfica da Wikipedia |